# Rehambal
Rehambal é uma vila no distrito de Udhampur, no estado indiano de Jammu e Caxemira.

## Demografia
Segundo o censo de 2001, Rehambal tinha uma população de 6990 habitantes. Os indivíduos do sexo masculino constituem 52% da população e os do sexo feminino 48%. Rehambal tem uma taxa de literacia de 67%, superior à média nacional de 59,5%: a literacia no sexo masculino é de 70% e no sexo feminino é de 65%. Em Rehambal, 13% da população está abaixo dos 6 anos de idade.